# Carl Rahl

Karl Rahl, Lithographie von August Strixner

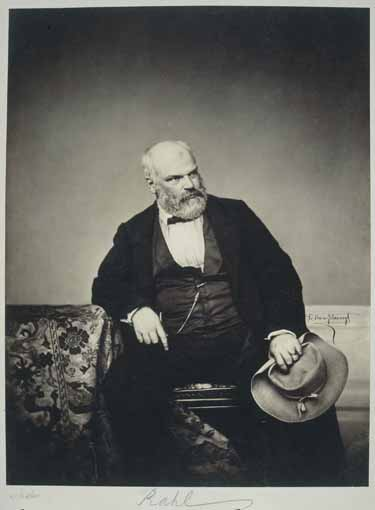
Carl Rahl (um 1860)

Carl Rahl (* 13. August 1812 zu Wien; † 9. Juli 1865) war ein österreichischer Maler. Er studierte in Wien und Venedig. Begraben wurde er am Wiener Zentralfriedhof.

## Leben und Werk

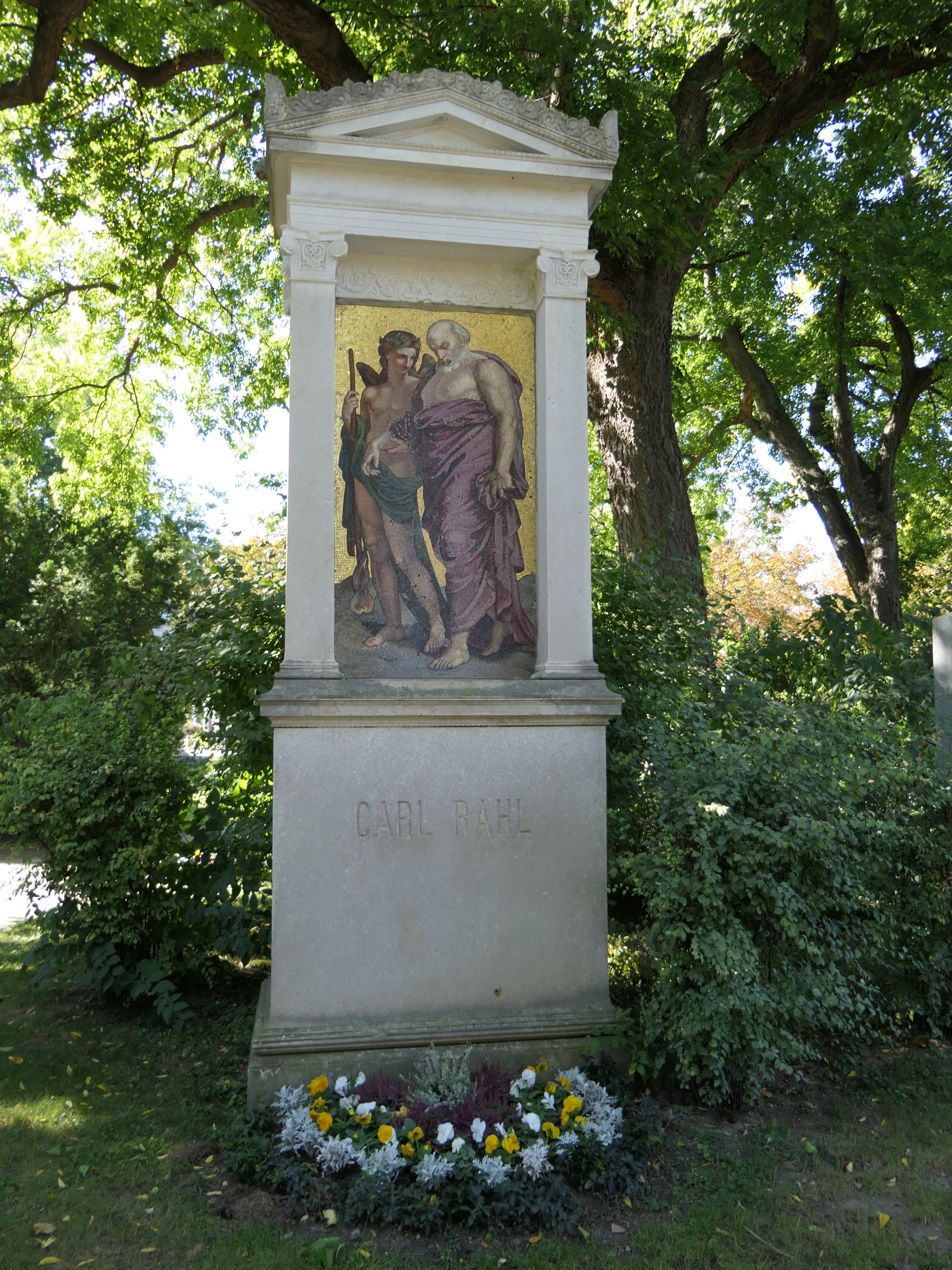
Grab von Carl Rahl

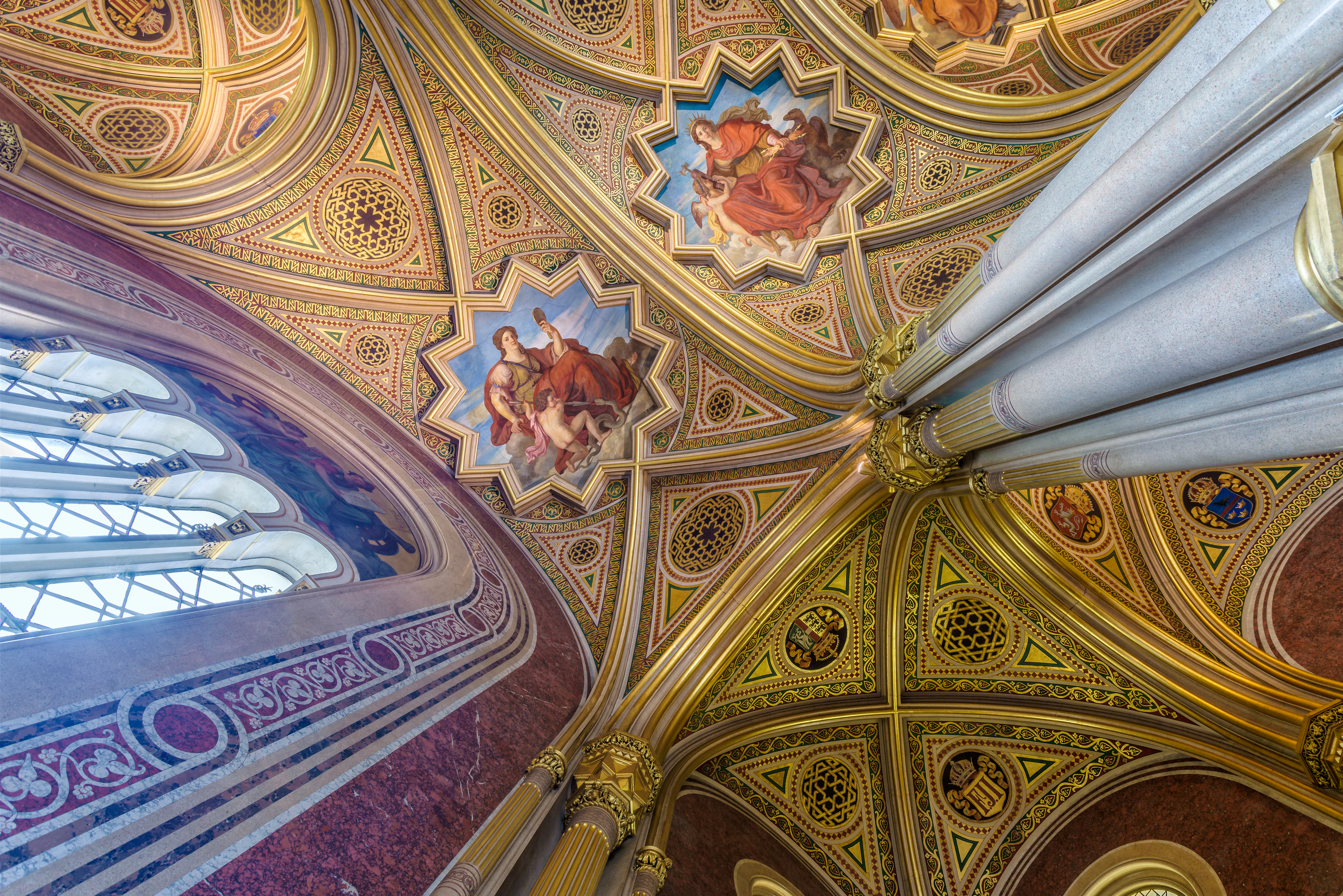
Zwei der Fresken Carl Rahls im Stiegenhaus des Wiener Heeresgeschichtlichen Museums: Klugheit und Mut sowie Macht und Einigkeit. Rechts, auf dem Foto nur angeschnitten, befinden sich die Allegorien Ruhm und Ehre.

Carl Rahl war der Sohn des Kupferstechers Carl Heinrich Rahl (1779–1843). Er besuchte in Wien die dortige Akademie und gewann, erst 19 Jahre alt, einen Preis. Dann ging er nach München, Stuttgart und Ungarn und 1836 nach Italien, wo er namentlich nach den Venezianern und den Vertretern der Römischen Schule studierte, aus welchen er sich seinen zugleich auf Größe der Auffassung und koloristische Reize gegründeten Stil bildete. 1843 lernte er in Rom den Holsteiner Charles Ross kennen, der seinen späteren Schwiegervater, den Hamburger Kaufmann und Kunstsammler August Abendroth überredete, bei Rahl eine monumentale Ausführung seines Gemäldes „Christenverfolgung in den Katakomben bei Rom“ zu bestellen. 1844 hielten sich Rahl und Charles Ross in Hamburg und Kiel auf, wo eine Reihe von Porträts entstanden, darunter der Historiker Friedrich Christoph Dahlmann.
Als der Versuch scheiterte, Rahl mit einem Historienbild für den Ständesaal in Itzehoe für längere Zeit in Schleswig-Holstein zu binden, reisten Rahl und Ross nach Paris. Rahl war zeitlebens ein radikaler Demokrat, er besuchte Heinrich Heine und verkehrte mit dem russischen Anarchisten Michael Bakunin und dem Revolutionsführer Georg Herwegh.
Im Februar 1846 hielt sich Rahl erneut in Rom auf und kehrte im Sommer 1847 nach Kiel zurück, wo er auf den adeligen Gütern der Umgebung zahlreiche Porträtaufträge ausführte. Ende 1847 wurde er nach Kopenhagen berufen, wo er das letzte Porträt König Christian VIII. anfertigte, der wenige Tage nach Vollendung des Bildes verstarb. Nach einer kurzen Reise nach Schweden und Norwegen wurde Rahl in München ansässig, wo 1849 Anselm Feuerbach in München in sein Atelier trat. 1850 wurde Rahl als Professor an die Wiener Kunstakademie berufen, aber aus politischen Gründen bald wieder seiner Stellung enthoben. Er eröffnete nun eine Privatschule, welche bald eine große Ausdehnung annahm und zur Pflanzstätte der monumentalen Malerei wurde, der sich Carl Rahl fortan mit großem Erfolg widmete. Im Auftrag des Barons Sina malte er die Bilder an der Fassade und im Vestibül der griechisch-orientalischen Kirche der Heiligen Dreifaltigkeit am Alten Fleischmarkt in Wien, ferner vier Bilder aus der griechischen Heroenzeit und die vier Elemente für den Palast des Barons. Den Heinrichshof schmückte er 1861 mit den Personifikationen der Künste, des Friedens und der Kultur und den Palais Todesco mit Darstellungen aus dem Paris-Mythos.
1864 freskierte er gemeinsam mit seinen Schülern Christian Griepenkerl und Eduard Bitterlich im Stiegenhaus des k.k. Hofwaffenmuseums (heute Heeresgeschichtliches Museum) eine Reihe großartiger allegorischer Gestalten, wie die Darstellungen von Klugheit und Mut, Macht und Einigkeit sowie Ruhm und Ehre. Eigentlich sollte ihm, nach den Wünschen des Architekten Theophil von Hansen auch der Auftrag zufallen, die Fresken in der großen Ruhmeshalle des neuen Museums zu malen, doch mischte sich Kaiser Franz Joseph I. in die Auftragsvergabe ein und gab dem Historienmaler Karl von Blaas den Vorzug. Rahl aber erhielt „zu dessen Freude“ wenigstens den Auftrag für die kleineren Fresken im Treppenhaus.
In diese Periode gehören auch das Freskobild: Mädchen aus der Fremde, in einer Villa zu Gmunden, die Kompositionen für einen Festsaal des Schlosses in Oldenburg und für einen Cyklus aus dem Argonautenzug. In der letzten Zeit fertigte er Kartons für die Neue Oper zu Wien, die nach seinem Tod von seinen Schülern ausgeführt wurden. Carl Rahl verband ein reiches, nach Rubens und Tizian gebildetes Kolorit mit monumentaler Haltung. Doch war seine Formenbehandlung bisweilen zu derb und überkräftig, wobei sich der Einfluss des von Rahl hochgeschätzten Bonaventura Genelli bemerkbar machte. Von seinen Schülern sind Eduard Bitterlich, August Eisenmenger, Károly Lotz, Christian Griepenkerl, Gustav Gaul, Mór Than und August George-Mayer zu nennen.
Ab 1888 schuf Eduard Lebiedzki nach Kartons von Karl Rahl Fresken im Gebäude der Athener Universität aus. Die Fresken zeigen folgende Themen: König Otto von Wittelsbach im Kreise von personifizierten Wissenschaften;  Die Anfänge der griechischen Philosophie; Die Erbauer von Athen; Das goldene Zeitalter von Athen; Die Philosophen von Athen; Aristoteles und seine Schüler.
Er ruht in einem Ehrengrab auf dem Wiener Zentralfriedhof (Gruppe 32 A, Nummer 7). Im Jahr 1866 wurde in Wien-Mariahilf (6. Bezirk) die Rahlgasse nach ihm benannt, 1870 die benachbarte Rahlstiege.

## Werke (Auswahl)
- 1834 Hochaltarbild Engelsturz in der Pfarrkirche Reichersberg
- Entwürfe für das Deckenfresko im Stiegenhaus des k. k. Waffenmuseums (heute Heeresgeschichtliches Museum)
- die Auffindung von Manfreds Leiche, 1836, Österreichische Galerie Belvedere, Wien.
- Christenverfolgung in den Römischen Katakomben, 1844, Öl auf Leinwand 202,5 × 345,5 cm, Hamburger Kunsthalle
- Manfreds Einzug in Luceria, 1846, MAK – Museum für angewandte Kunst, Wien.
- Porträt Friedrich Hebbel, 1849, Öl auf Leinwand, 71 × 58 cm. Schleswig-Holsteinische Landesbibliothek Kiel
  - Die Taktik, 1863, Öl auf Leinwand, ca. 40 × 55 cm, Heeresgeschichtliches Museum, Saal IV
  - Die Kriegsgeschichte, 1863, Öl auf Leinwand, ca. 40 × 55 cm, Heeresgeschichtliches Museum, Saal IV
  - Die Strategie, 1863, Öl auf Leinwand, ca. 40 × 55 cm, Heeresgeschichtliches Museum, Saal IV
- Ganzfigurige Porträts von König Otto von Griechenland und Königin Amalie, 1859, Öl auf Leinwand, Neue Residenz (Bamberg)

## Literatur

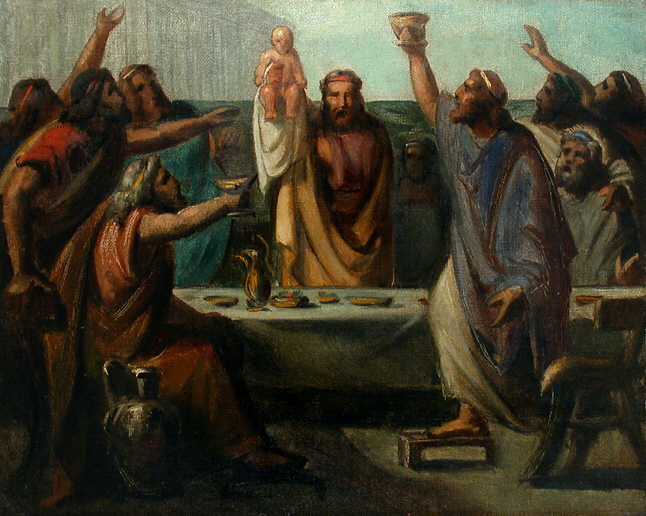
Carl Rahl: Kindesfeier